# Samuel Latham Mitchill
Samuel Latham Mitchell ( Hempstead,  Nueva York, 20 de agosto de 1764 - Nueva York, Nueva York, 7 de septiembre de 1831) fue un médico, naturalista y político estadounidense.

## Biografía
Nacido en  Hempstead,  Nueva York, en 1786 se doctoró en medicina en la Universidad de Edimburgo, Escocia. A su regreso a Estados Unidos, comenzó a trabajar como médico y completó los estudios de derecho.

### Actividad política
Mitchill fue miembro de la Asamblea del estado de Nueva York en 1791 y más tarde en 1798. En 1801 fue elegido para formar parte de la Cámara de Representantes de los Estados Unidos como miembro del partido  Demócrata-Republicano. En noviembre de 1804 dejó el puesto que ocupaba y pasó al Senado en representación de Nueva York, permaneciendo en le cargo hasta noviembre de 1809. Al año siguiente regresó como miembro de la Cámara de Representantes hasta marzo de 1813.
En su actividad política mostró especial interés por la mejora de la marina americana. Como miembro de la Asamblea del estado de Nueva York logró financiación para los ensayos con barcos de vapor que Robert Fulton y Robert R. Livingston realizaron en aguas de Nueva York. Desde Washington se preocupó por temas tan variados como la calidad de la pólvora o la mejora de la salud de los marinos.
Durante la  guerra de 1812 formó parte de una comisión del  Departamento de Marina para el desarrollo y mejora de la armada y la defensa de las costas y puertos.

### Actividad científica
Entre 1792 y 1801 fue profesor en el Columbia College, dependiente de la Universidad de Columbia, donde impartió clases de química, botánica e historia natural entre 1792 y 1801. En esta época impulsó la creación de The Medical Repository, la primera revista médica de Estados Unidos, de la que fue editor y en la que publicó numerosos artículos, tanto de medicina como de historia natural.
En 1795 expuso una teoría sobre el contagio de enfermedades que, aunque resultó errónea, le permitió descubrir las cualidades anestésicas del óxido nitroso cinco años antes de que las hiciese públicas Humphry Davy.
En 1796 estudió la geología de la cuenca del río Hudson y divulgó sus observaciones en el primer y segundo volumen de The Medical Repository en 1798 y 1799 bajo el título de Sketch of the Mineralogical History of the State of New York.
También desde el punto de vista geológico, Mitchill ofreció en 1815 una detallada explicación del terremoto de Nueva Madrid (Misuri) que se produjo el 16 de diciembre de 1811.
Después de una larga carrera política, en 1813 volvió a dar clases en el New York College of Physicians and Surgeons, dependiente de la Universidad de Columbia, del que había sido uno de sus fundadores.
Entre los múltiples estudios que realizó sobre historia natural destacan los dedicados a la botánica de América, recogidos en el discurso que pronunció en 1813 en la Sociedad Histórica de Nueva York y su texto Fishes of New York (1815), que incluía la descripción de 166 especies de peces de agua dulce y salada y se considera una de las obras  ictiológicas más importantes de su época.
Fue miembro activo de numerosas sociedades científicas, algunas de las cuales ayudó a fundar. Entre 1797 y 1820 ocupó el cargo de secretario de la American Philosophical Society de Filadelfia y fue presidente de la Sociedad Mineralógica Americana. En 1814 fundó la New York Literary and Philosophical Society, y en 1817, el Lyceum of Natural History of New York (que más tarde se convertiría en la Academia de Ciencias de Nueva York). En 1821 presidió la New York State Medical Society, y en 1826 fundó el Rutgers Medical College en Nueva Jersey y fue su vicepresidente durante los cuatro años que perduró la institución.

## Abreviatura
La abreviatura Mitchill se emplea para indicar a Samuel Latham Mitchill como autoridad en la descripción y taxonomía en zoología.